# Električna centrala u Kreki
Električna centrala u Kreki, pogon za proizvodnju električne struje u BiH. 
Izgrađena u vrijeme Austro-Ugarske. Dana je u uporabu 18. srpnja 1906. godine. Električna centrala je podignuta u vremenu velike industrijalizacije tuzlanskog bazena. Kreka je tih godina dobila rudnik ugljena, špiritanu i dr.